# Ocean na końcu drogi
Ocean na końcu drogi (ang. The Ocean at the End of the Lane) – powieść fantastyczna z  pogranicza dark fantasy i horroru, autorstwa Neila Gaimana, wydana w 2013. Edycja polska w tłumaczeniu Pauliny Braiter ukazało się w tym samym roku, nakładem Wydawnictwa Mag (ISBN 978-83-66065-02-4). 
W 2013 roku powieść została uhonorowana nagrodą British Book Award dla najlepszej książki, zaś w 2014 nagrodą Locusa za najlepszą powieść fantasy. Była także nominowana do nagród: World Fantasy Award, Nebuli i Mythopoeic.

## Fabuła
Anonimowy bohater powieści odwiedza angielską wieś, w której spędził dzieciństwo i wspomina niesamowitą przygodę, jaką przeżył, będąc kilkulatkiem. Kluczową rolę odegrały tu trzy niezwykłe sąsiadki: jego przyjaciółka Lettie Hempstock, jej matka i babka. Gdy stwór z innego świata, demoniczna Ursula Monckton upatrzyła go na swoją ofiarę, jedyną pomoc na jaką mógł liczyć zaoferowały mu tylko nieco niesamowite sąsiadki.